# Melchior Josef Martin Knüsel
Melchior Josef Martin Knüsel (Luzern, 16 november 1813 - aldaar, 15 januari 1889) was een Zwitsers politicus.

## Biografie
Knüsel werd op 14 juli 1855 bij de Bondsraadsverkiezingen van 1855 verkozen als lid van de Bondsraad van Zwitserland, als opvolger van Martin Josef Munzinger. Hij bleef er zetelen tot 31 december 1875.
Tijdens zijn lidmaatschap van de Bondsraad beheerde hij volgende departementen:
| Periode   | Departement                                      |
| --------- | ------------------------------------------------ |
| 1855-1856 | Departement van Financiën                        |
| 1857      | Departement van Handel en Douane                 |
| 1858      | Departement van Justitie en Politie              |
| 1859-1860 | Departement van Handel en Douane                 |
| 1861      | Departement van Politieke Zaken (bondspresident) |
| 1862-1863 | Departement van Financiën                        |
| 1864-1865 | Departement van Justitie en Politie              |
| 1866      | Departement van Politieke Zaken (bondspresident) |
| 1867-1873 | Departement van Justitie en Politie              |
| 1874-1875 | Departement van Binnenlandse Zaken               |

Knüsel was 1860 en in 1865 vicepresident en in 1861 en 1866 bondspresident van Zwitserland. Zijn opvolger in de Bondsraad was Joachim Heer.